# Schwarzrheindorf/Vilich-Rheindorf
Schwarzrheindorf/Vilich-Rheindorf ist ein rechtsrheinischer Ortsteil der Bundesstadt Bonn im Stadtbezirk Beuel, gelegen am Rheinufer. Die Doppelkirche St. Maria und Clemens in Schwarzrheindorf gehört zu den bedeutendsten Kulturdenkmälern und Sehenswürdigkeiten von Bonn.
Schwarzrheindorf hat ca. 4.500 Einwohner. Zusammen mit Vilich-Rheindorf mit weiteren etwa 2.000 Einwohnern bildet es einen administrativen Ortsteil, der im Westen an den Rhein grenzt, im Osten an Vilich und im Süden an das Beueler Combahnviertel. Im Norden reicht der Ortsteil an die Sieg.

## Geschichte
Der Name Schwarzrheindorf stammt von der schwarzen Tracht der Nonnen im Schwarzrheindorfer Kloster – im Gegensatz zu den Ordensschwestern auf der anderen Rheinseite, die Grau trugen – daher dort „Graurheindorf“. Die Schwarzrheindorfer Klosterfrauen waren schon im 12. Jahrhundert im wiedischen Land begütert. Sie unterhielten einen Hof beachtlichen Ausmaßes in Niederbreitbach (Kreis Neuwied).

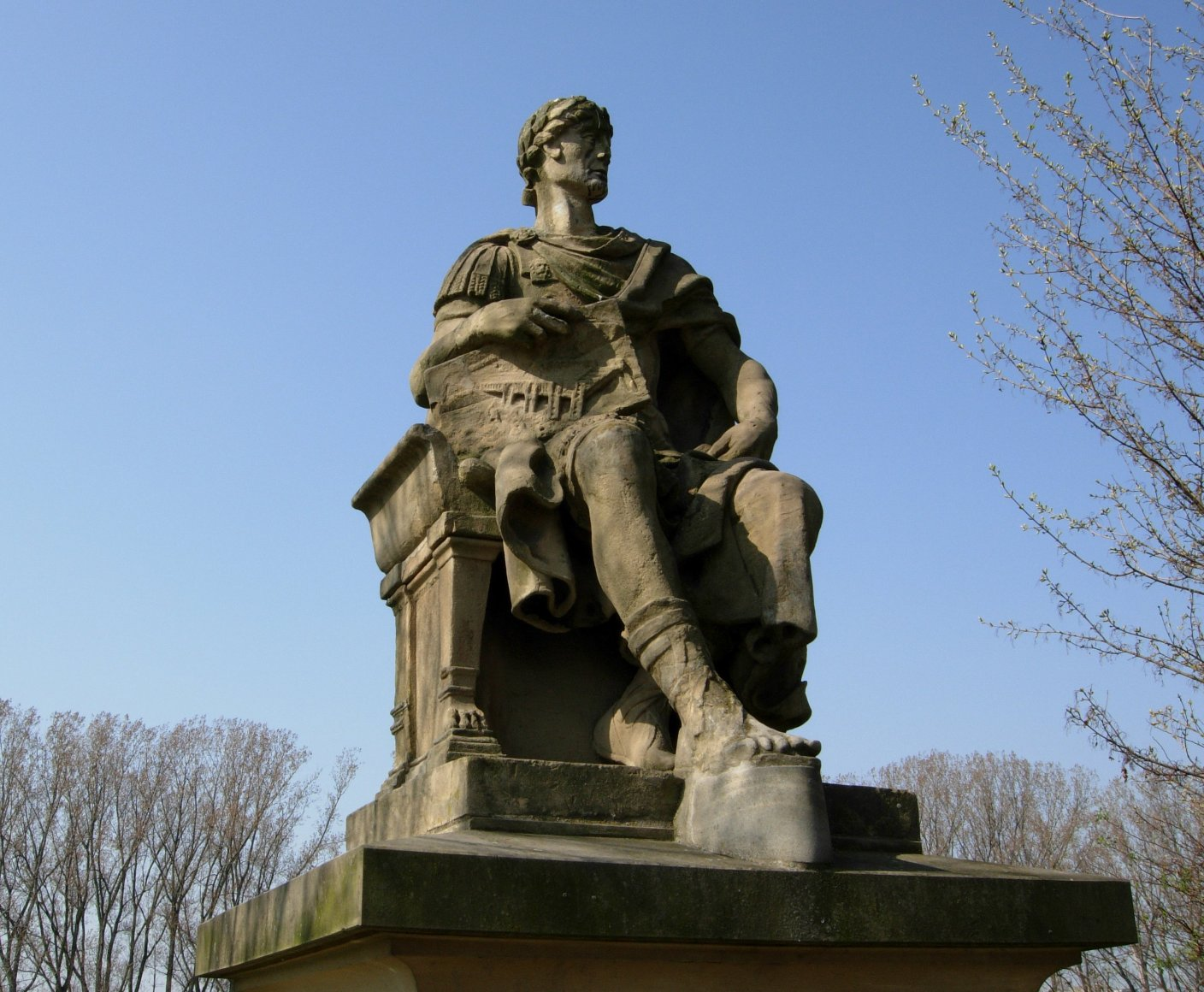
Cäsar-Denkmal, Gotthold Riegelmann, 1898

Schwarzrheindorf zählt zu den ältesten keltischen Siedlungen im Rheintal. Dass Gaius Julius Cäsar bei seinem Germanienfeldzug von Bonn aus in der Höhe von Schwarzrheindorf (Ortsteil Gensem) eine Brücke über den Rhein gebaut haben soll, lässt sich nicht belegen. Das Cäsar-Denkmal auf dem Rheinuferdamm wurde ursprünglich für die am Ende des 19. Jahrhunderts errichtete Beueler Rheinbrücke geschaffen und dort errichtet. Im Zuge der 2000-Jahr-Feier der Stadt Bonn wurde das Denkmal 1989 auf Initiative des Denkmal- und Geschichtsvereins auf der rechten Rheinseite wieder errichtet.

## Bedeutende historische Bauwerke

### Die Wolfsburg
Der Name der ehemaligen Wasserburg leitet sich vom Rittergeschlecht der Wolff von Rheindorf ab. Dieses Geschlecht gründete hier im 13. Jahrhundert seinen Stammsitz. Urkundlich erstmals erwähnt wird im Jahre 1334 der Ritter Godart von Rheindorf als Besitzer der Burg. Im Wappen führt das Geschlecht einen von links nach rechts schreitenden Wolf.
Im 14. Jahrhundert kam die alte Stammburg der Wolff von Rheindorf durch Heirat in den Besitz des Johannes von Buschfeld und fiel 1477 durch Heirat seiner Tochter Margarethe an Arnold von Gymnich. Viele Jahre blieb die Burg im Besitz dieser Familie, bis das Geschlecht ausstarb. Von ihm zeugt eine in Eisen geschmiedete, die Jahreszahl 1597 enthaltende Wetterfahne auf dem Turm des Komplexes, die einen Drachen zeigt, der wiederum den Wappenschild des Geschlechtes von Gymnich hält. Durch die Heirat der Witwe des letzten Gymnich gelangte der Besitz an die Freiherren von Mirbach.
Die Wolfsburg zählte zu den wenigen Häusern in Beuel, die das Eishochwasser von 1784 überstanden.
Ab 1807 wurde das Gebäude verpachtet. Nachdem die adligen Besitzer die Burg nicht mehr bewohnten, siedelten die Pächter auf die eigentliche Burg über. Die Vorburg mit dem Gymnicher Hof wurde aufgegeben.
Der älteste Teil der Anlage ist der zentrale Turm. Dieser stammt noch aus dem 13. Jahrhundert. Wohn- und Wehrtürme (sogenannte Motten) sind typische Elemente des rheinischen Burgenbaus im 12. und 13. Jahrhundert und bildeten häufig das Zentrum mittelalterlicher Adelssitze. Der Adelssitz besteht aus Basaltsteinmauerwerk und stand auf quadratischem Grundriss inmitten eines viereckigen Hofes. Diesen umgab die heute noch auf zwei Seiten erhaltene Bruchsteinmauer, die wahrscheinlich einen Wehrgang trug.
Im 17. Jahrhundert wurde an den ehemals freistehenden Turm ein L-förmiger Anbau angefügt. Die ehemaligen Wassergräben, über die an der Nordseite eine Brücke in den Bereich der Burg führte, verschwanden beim Bau des Hochwasserdeiches in den 1920er-Jahren.

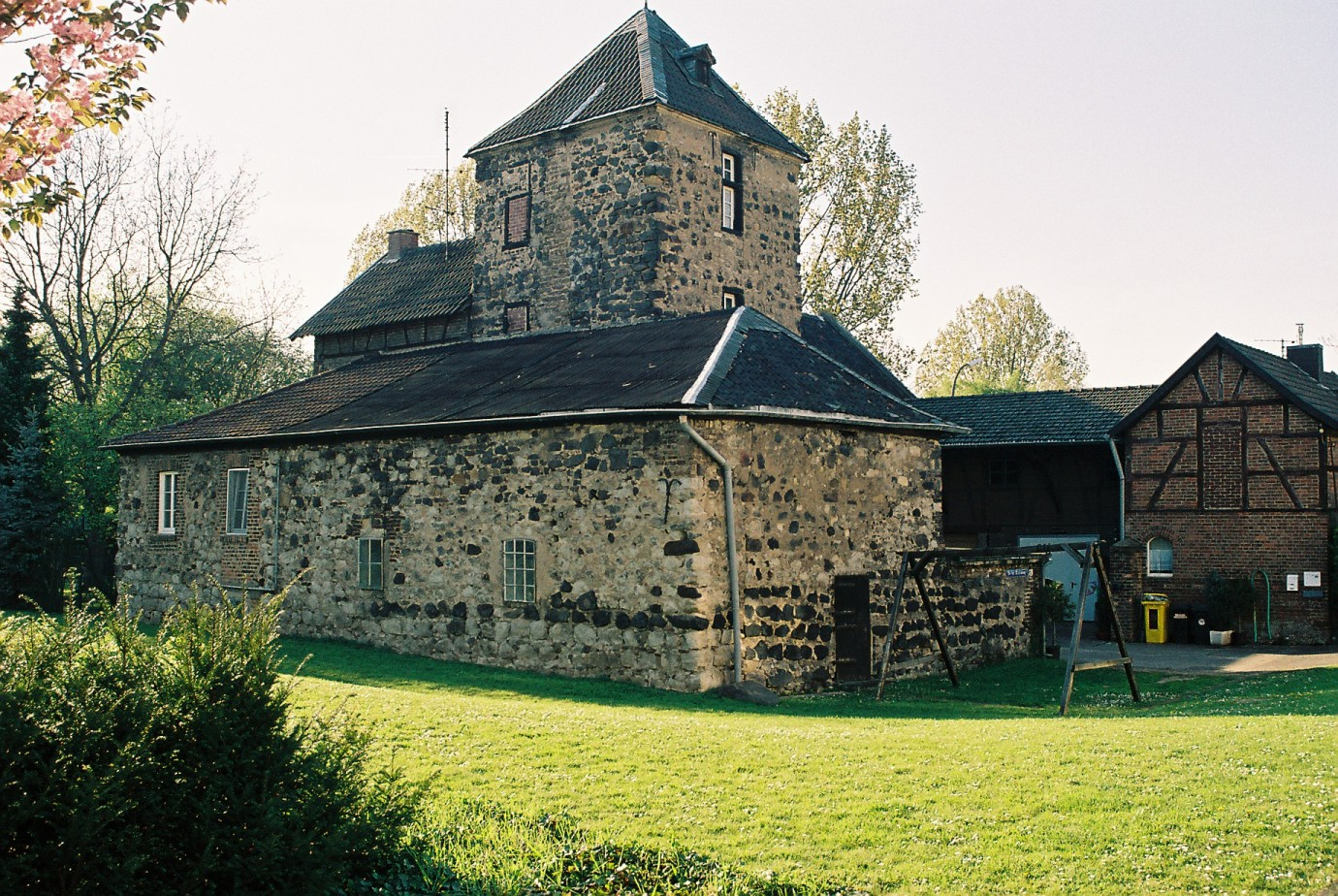
Wolfsburg – Blick von Südosten
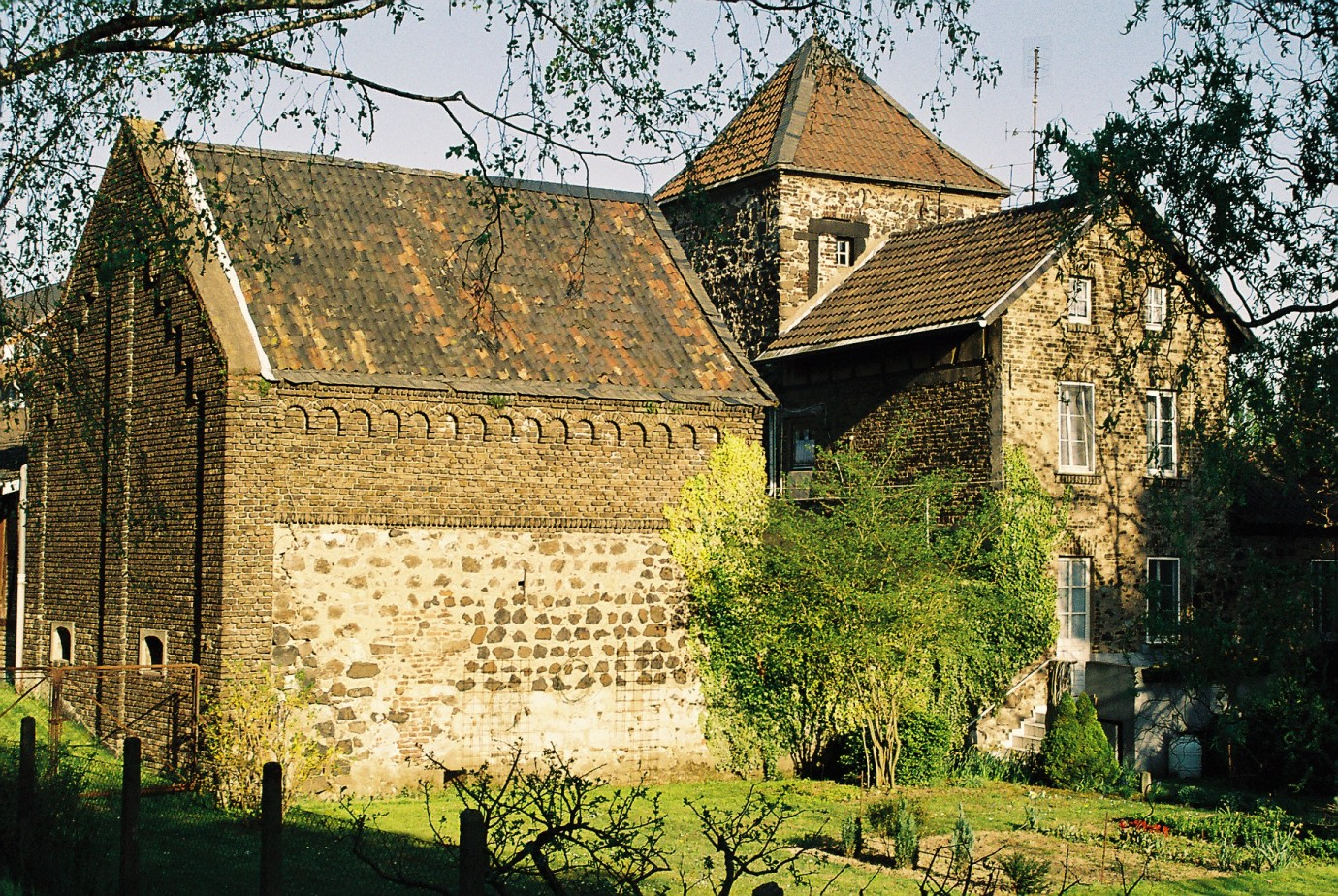
Blick von Nordwesten
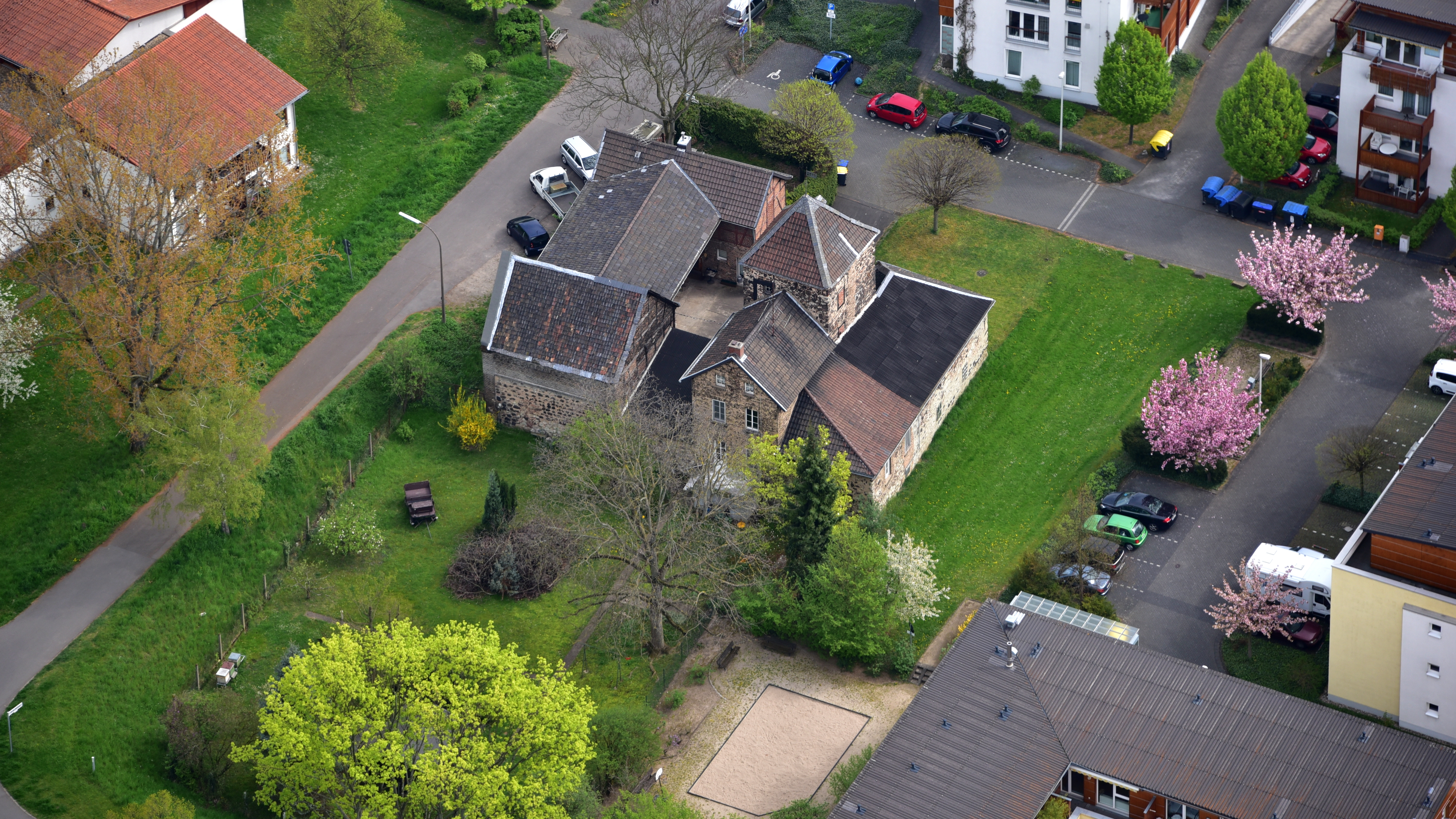
Wolfsburg, Luftaufnahme (2016)
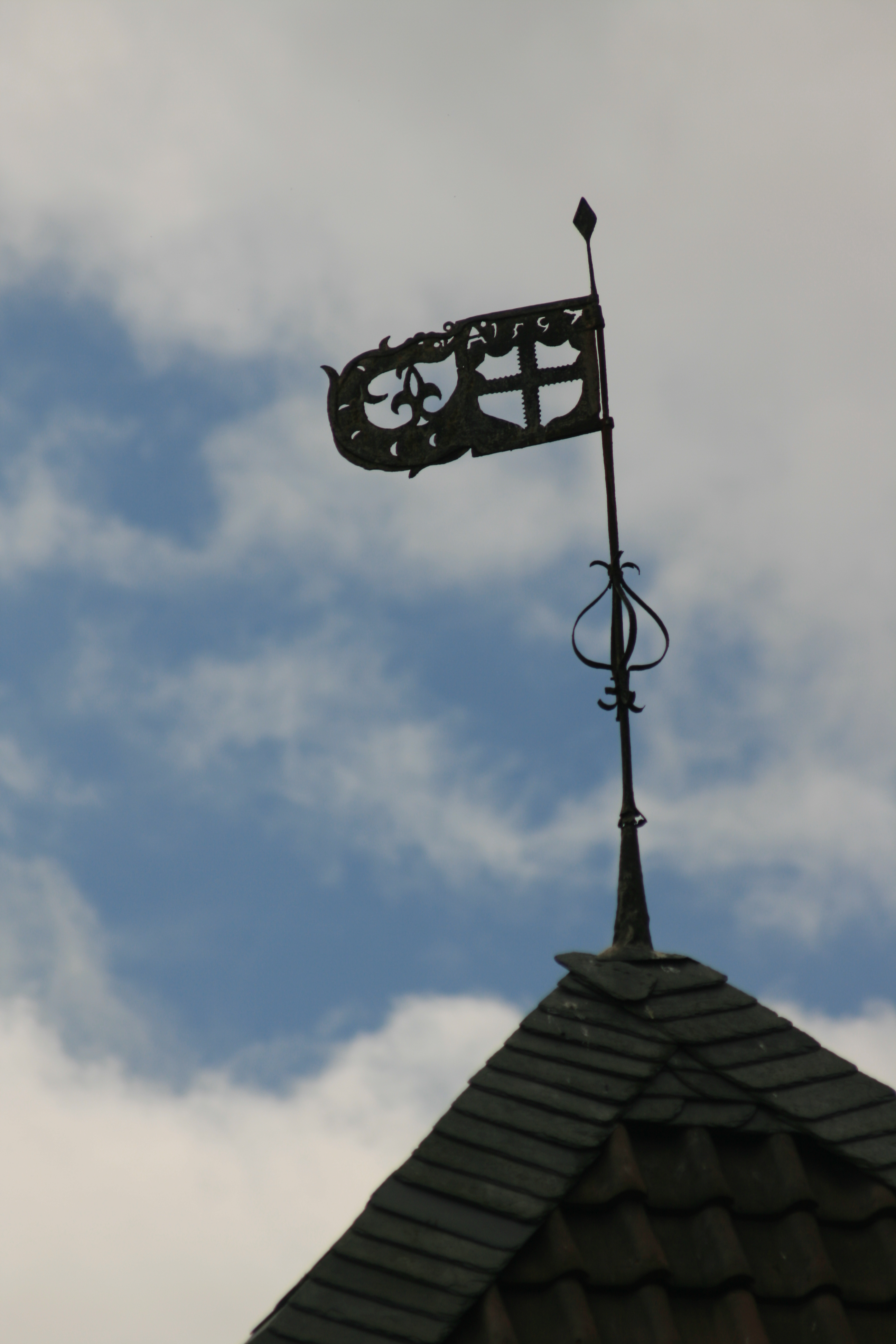
Wetterfahne auf dem Turm

### Doppelkirche in Schwarzrheindorf

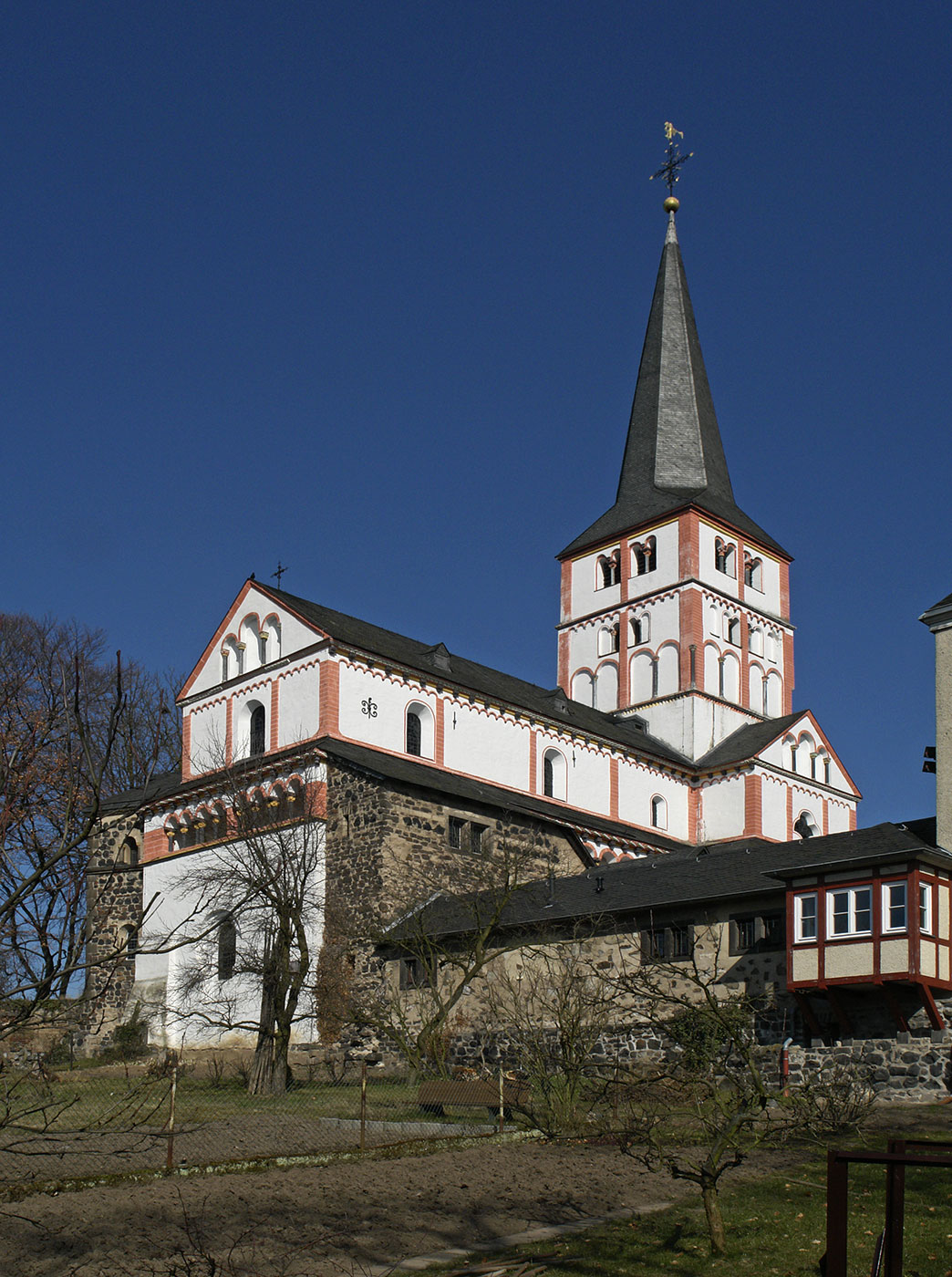
Schwarzrheindorf, Doppelkirche, Ansicht von Südwesten

Die Doppelkirche in Schwarzrheindorf gilt als romanisches Kleinod. Ihre Wandmalereien aus dem 12. Jahrhundert in Unter- und Oberkirche gehören zu den besterhaltenen ihrer Zeit. Dabei illustrieren die Zyklen nicht einfach nur Erzählungen aus dem Alten Testament, vielmehr treffen die Kirchenbesucher auf ein ausgeklügeltes System von Bezügen der Bildfelder untereinander. In ihrer Anordnung entsteht mehr Bedeutung als in der Summe der einzelnen Bilder.
Die Kirche wurde am 25. April 1151 vom Kölner Erzbischof Arnold von Wied im Beisein des Königs Konrad III. geweiht. Die Entdeckung von Arnolds Grabmal und die Anfang des 21. Jahrhunderts durchgeführte Renovierung der Kirche verdankt Schwarzrheindorf seinem langjährigen Pfarrer Monsignore Karl Königs (1926 bis 2005), der sich um Erhalt und Erforschung der Kirche verdient machte.

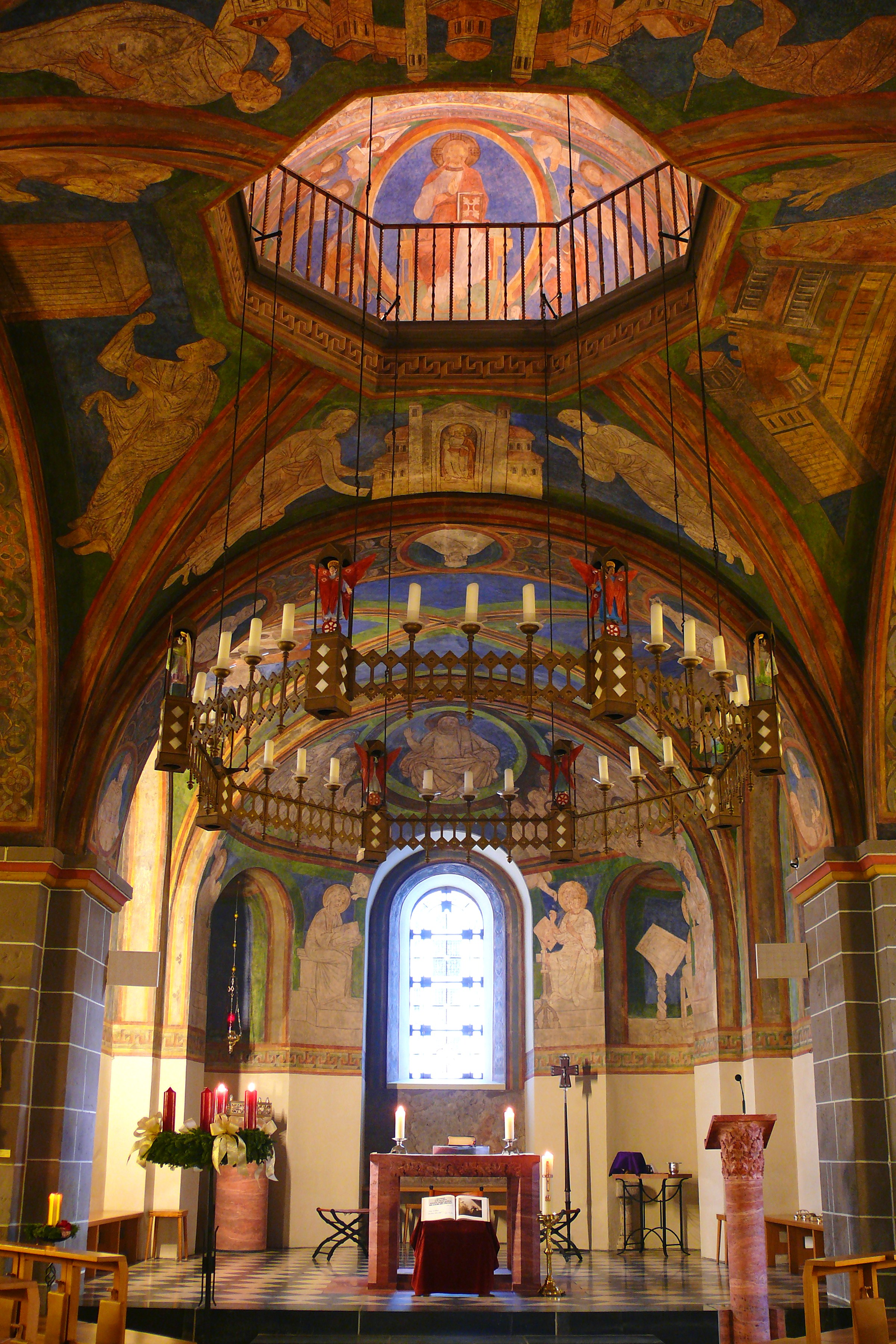
Blick in den Chor
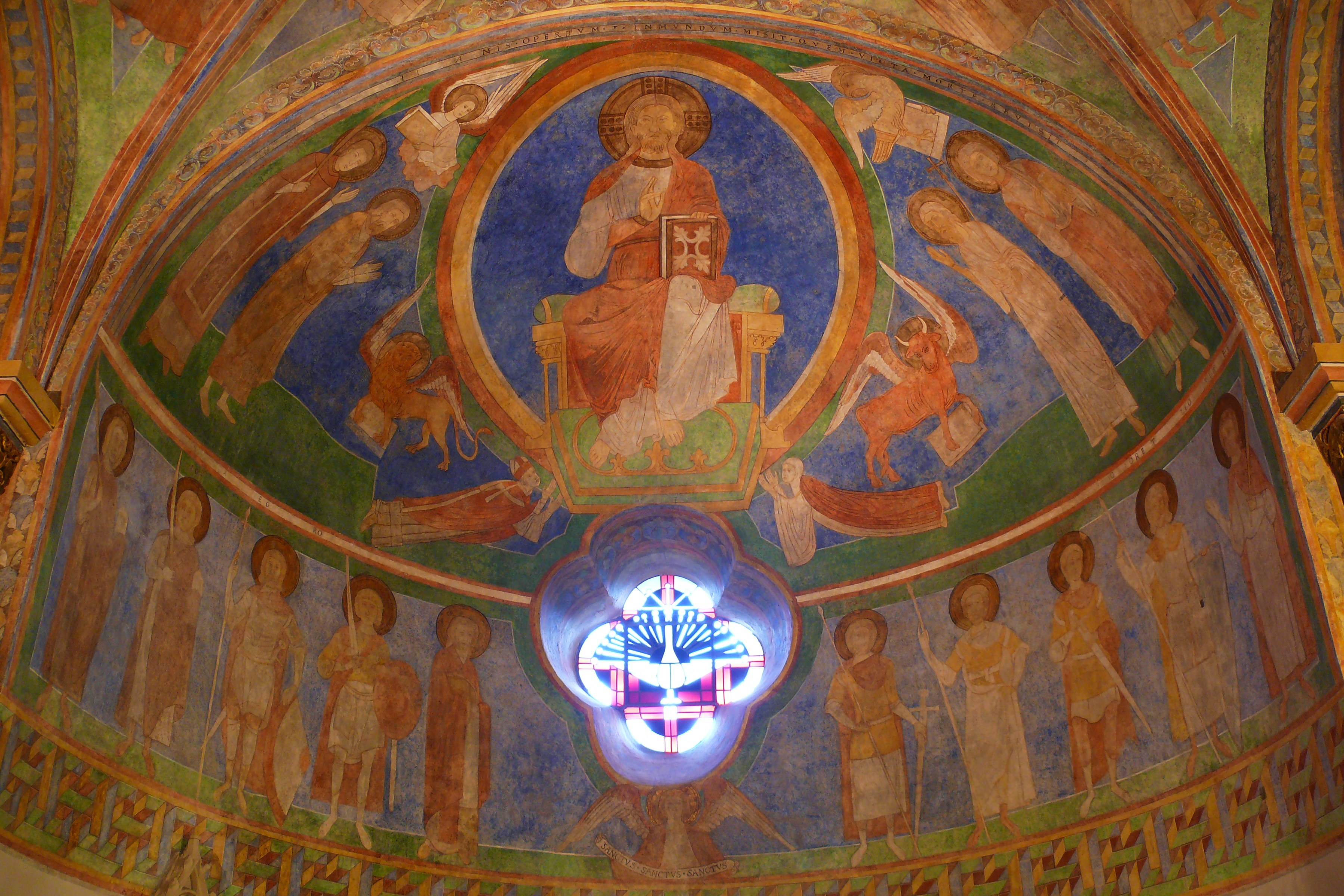
Majestas Domini Christus als Weltenrichter umgeben von den vier Evangelistensymbolen, zu seinen Füßen die Stifter Arnold und Hadwig von Wied
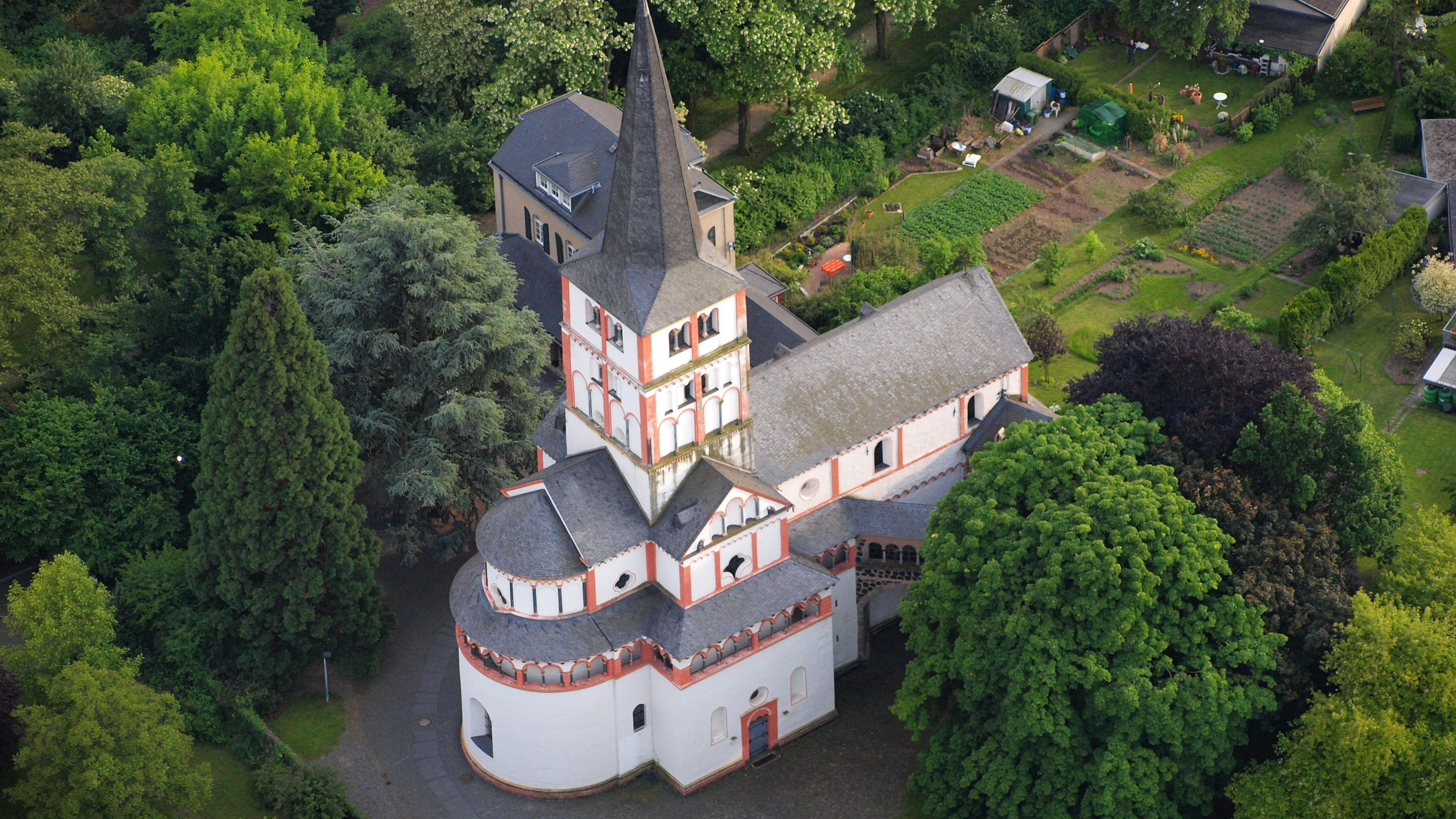
Schwarzrheindorf – St. Maria und Clemens

### Jüdischer Friedhof
Bonns ältester bis heute erhaltener jüdischer Friedhof befindet sich in Schwarzrheindorf.

### Weitere Bauwerke
Neben der Kirche findet man eine der ältesten urkundlich erwähnten Gaststätten Bonns, das Wirtshaus Assenmacher. Das Gebäude wird wahrscheinlich schon seit dem 14. Jahrhundert als Wirtshaus genutzt.

## Geographie
In Schwarzrheindorf mündet der 155,2 Kilometer lange rechtsrheinische Mittelgebirgsfluss Sieg in den Rhein. Das linke Siegufer wird durch die Halbinsel Kemper Werth auf mehreren hundert Metern Fließstrecke nur durch diese schmale Landzunge vom Rhein getrennt. Der Fließbereich der Sieg liegt hier linksseitig auf Bonner Stadtgebiet. Die Nordspitze des Kemper Werths bildet zugleich die nördliche Begrenzung des Stadtbezirks Beuel.

## Leben in Schwarzrheindorf und Vilich-Rheindorf
Die Hauptstraßen der beiden Ortsteile sind die Stiftsstraße (bis in die 1960er-Jahre Kirchstraße), die Grabenstraße, die Vilicher Straße, die Rheindorfer Straße (bis in die 1960er-Jahre „Bonner Straße“) und in Rheinnähe die Gensemer Straße. Dort leben die meisten der alteingesessenen Familien des Ortes, die die Entwicklung in den letzten 100 Jahre mitprägten. Die örtliche Gemeinschafts-Grundschule „Arnold-von-Wied“, ehemalige katholische Volksschule, geht auf das Jahr 1857 zurück. Heute ist der Schule eine Offene Ganztagsschule (OGS) angegliedert.
Das auf Initiative des damaligen Pfarrers Müller 1962 errichtete und Anfang 2008 umgebaute und modernisierte Haus Michael beherbergt ein Montessori-Kinderhaus, ein Haus der Offenen Tür und darin einen Mehrzwecksaal.
Der Sportplatz, 1987/88 als letztes großes Sportstättenprojekt der Stadt Bonn umgebaut, mit seinem vereinseigenen Clubhaus von 1975, beherbergt den traditionsreichen Fußballverein FV Preussen Bonn 1912 e. V. (bis in die 1970er-Jahre Preussen Rheindorf). Im Zuge der Umbauten wurde der von den Rheindorfern in den letzten Kriegsmonaten 1944/1945 in Eigenregie errichtete Bunker unter dem jetzigen Parkplatz des Sportplatzes versteckt.
Den Schwarzrheindorf/Vilich-Rheindorfer Bürgern und ihren Vereinen (Fußball, Karnevalsverein Schwarz-Gelbe-Jonge, Junggesellenverein, Männergesangverein u. a.) dienen alteingesessene Gaststätten und Restaurants: neben dem Assenmacher etwa das Hotel Mertens (1964 bis 2017), bis zum Jahre 2007 die Jahnstube (heute Cafe Rif) und bis 1985 der über Bonn hinaus bekannte Explorer Club des Unterwasserfilmemachers Rolf Möltgen (mehrere preisgekrönte Unterwasser-Dokumentationen für den Westdeutschen Rundfunk). Zu den regelmäßigen Veranstaltungen zählt der Karnevalszug am Samstag vor Rosenmontag, das Dorf- und Kinderfest als Kirmes am Wochenende zehn Tage nach Fronleichnam und der Laternenumzug zu Sankt Martin Anfang November mit anschließendem Martinsfeuer auf dem Rheindorfer Hof neben der Doppelkirche.

## Söhne und Töchter
- Heinrich Neu (1906–1976), Kunsthistoriker
- Hans Steger (1922–1998), Politiker (CDU)
- Peter Haas (1940–2023), Mundartdichter
- Rodolfo Pedro Wirz Kraemer (* 1942), deutsch-uruguayischer Geistlicher, emeritierter römisch-katholischer Bischof von Maldonado-Punta del Este